# Talat Xhaferi
Talat Xhaferi (în macedoneană Талат Џафери; n. 15 aprilie 1962, Forino⁠(d), Macedonia de Nord) este un politician macedonean care a ocupat funcția de prim-ministru al Macedoniei de Nord din ianuarie până în iunie 2024. Anterior, a fost președinte al Adunării Republicii Macedonia de Nord între 2017 și 2024 și ministru al apărării între 2013 și 2014. A fost primul etnic albanez care a deținut funcția de prim-ministru de la proclamarea independenței și a statalității Macedoniei de Nord.

## Biografie
Xhaferi, de etnie albaneză, s-a născut la 15 aprilie 1962 în satul Forino, lângă Gostivar, în Republica Socialistă Macedonia, Republica Populară Federativă Iugoslavia. A urmat școala primară în satul învecinat Čegrane și și-a continuat studiile liceale la Liceul Militar din Belgrad. A urmat cursurile Academiei Militare de Infanterie a Armatei Populare Iugoslave (JNA) din Belgrad și Sarajevo. Ulterior, s-a specializat în atribuții de comandă și stat major la Academia Militară „General Mihailo Apostolski” din Skopje. În 2013, a obținut titlul de master în domeniul apărării.
Între 1985 și 1991, Xhaferi a fost ofițer al Armatei Populare Iugoslave, iar între 1992 și 2001, ofițer al Armatei Republicii Macedonia (ARM).

### Conflictul armat din 2001
În timpul conflictului armat din 2001, în care militanți albanezi au atacat forțele de securitate, Xhaferi era inițial ofițer superior în cadrul ARM, comandând trupele din cazarma Tetovo.
La 28 aprilie, ziua masacrului de la Vejce, acesta se afla în serviciu ca comandant al cazărmii. Câteva zile mai târziu a părăsit armata și s-a alăturat Armatei Naționale de Eliberare (NLA), un grup de gherilă albanez care lupta împotriva Republicii Macedonia, devenind comandantul Brigăzii 116 și primind pseudonimul Komandant Forina, după localitatea sa natală. Ulterior, a fost amnistiat, în conformitate cu prevederile Acordului de la Ohrid din 2001.

## Carieră politică
Xhaferi a fost ales pentru prima dată în Parlamentul Macedoniei în anul 2002 din partea Uniunii Democrate pentru Integrare (DUI), formațiune creată în același an de foști membri ai dizolvatei Armate Naționale de Eliberare (NLA). Între 2004 și 2006, Xhaferi a ocupat funcția de ministru adjunct al apărării. În perioada 2008–2013, a fost deputat din partea DUI, aliată cu partidul conservator VMRO-DPMNE. În 2012, a devenit cunoscut pentru discursurile sale-maraton folosite ca tactică pentru blocarea adoptării unei legi privind veteranii, care ar fi acordat beneficii veteranilor de război macedoneni. A blocat proiectul de lege la nivel de comisie „citind poezie, citând literatură străină și rapoarte despre Macedonia, mormăind sau pur și simplu păstrând tăcerea, așteptând să treacă timpul”.
În 2013, DUI l-a nominalizat pe Xhaferi pentru funcția de ministru al apărării în cabinetul lui Nikola Gruevski, după demisia lui Fatmir Besimi⁠(d). Numirea sa a declanșat proteste atât din partea cetățenilor macedoneni (în special din partea generalului în retragere Stojanče Angelov, liderul partidului de opoziție pro-veterani Demnitate), cât și din partea unor cetățeni albanezi. Xhaferi a declarat că obiectivul său este de a transforma forțele armate „într-un simbol al coexistenței, toleranței și respectului pentru diferențe”.
La 26 noiembrie 2019, un cutremur a lovit Albania. Xhaferi a făcut parte dintr-o delegație de politicieni de etnie albaneză din Macedonia de Nord care a vizitat epicentrul cutremurului și și-a exprimat condoleanțele președintelui albanez Ilir Meta.

### Președinte al Parlamentului
Xhaferi, în întâlnire cu președinta Comisiei Europene, Ursula von der Leyen, la Skopje, 29 octombrie 2023
În aprilie 2017, Xhaferi a fost ales președinte al Parlamentului Macedoniei, cu sprijinul unei coaliții formate din partide naționaliste albaneze și partidul social-democrat de opoziție SDSM, ceea ce a declanșat revolte în clădirea legislativului. Partidul VMRO-DPMNE a calificat această acțiune drept o lovitură de stat. Ulterior, protestatarii au pătruns în parlament, agresând jurnaliști și deputați, iar intervenția poliției a fost necesară pentru restabilirea ordinii.

### Mandatul de prim-ministru
La 25 ianuarie 2024, Xhaferi a demisionat în urma demisiei guvernului condus de Dimitar Kovačevski, pregătindu-se să fie ales președinte al unui guvern tehnic care, conform Acordului de la Pržino, urma să conducă țara în cele 100 de zile premergătoare alegerilor parlamentare programate pentru 8 mai.